# توماس بالا
توماس بالا (بالإنجليزية: Thomas Balla)‏ هو مبارز بالسيف أمريكي، ولد في 25 يناير 1936 في بودابست في المجر.

## وصلات خارجية
- توماس بالا على موقع أوليمبيديا (الإنجليزية)